# Ricardo Ivoskus
Ricardo Leonardo Ivoskus (nacido el 10 de enero de 1942 en Villa Ballester) es un abogado y político argentino. Desde el 10 de diciembre de 1999 hasta el 9 de diciembre de 2011 ejerció el cargo de Intendente del partido de General San Martín, en la Zona Norte del Gran Buenos Aires.
Fue elegido por primera vez el 24 de octubre de 1999, fue reelegido en las elecciones desdobladas del 14 de septiembre de 2003, y en las generales del 28 de octubre de 2007. Es el primer Intendente en la historia del municipio en ser reelegido dos veces.

## Primeros años
Ivoskus es descendiente de inmigrantes lituanos, radicados en Argentina hacia 1930.
Realizó sus estudios primarios en la Escuela 27 de Villa Ballester y los secundarios en el Colegio Nacional "General Tomás Guido" de San Martín.
Su ingreso a la carrera universitaria se produjo en la Facultad de Derecho y Ciencias Sociales de la Universidad de Buenos Aires, de donde egresó como abogado en diciembre de 1968.

## Actuación institucional y política

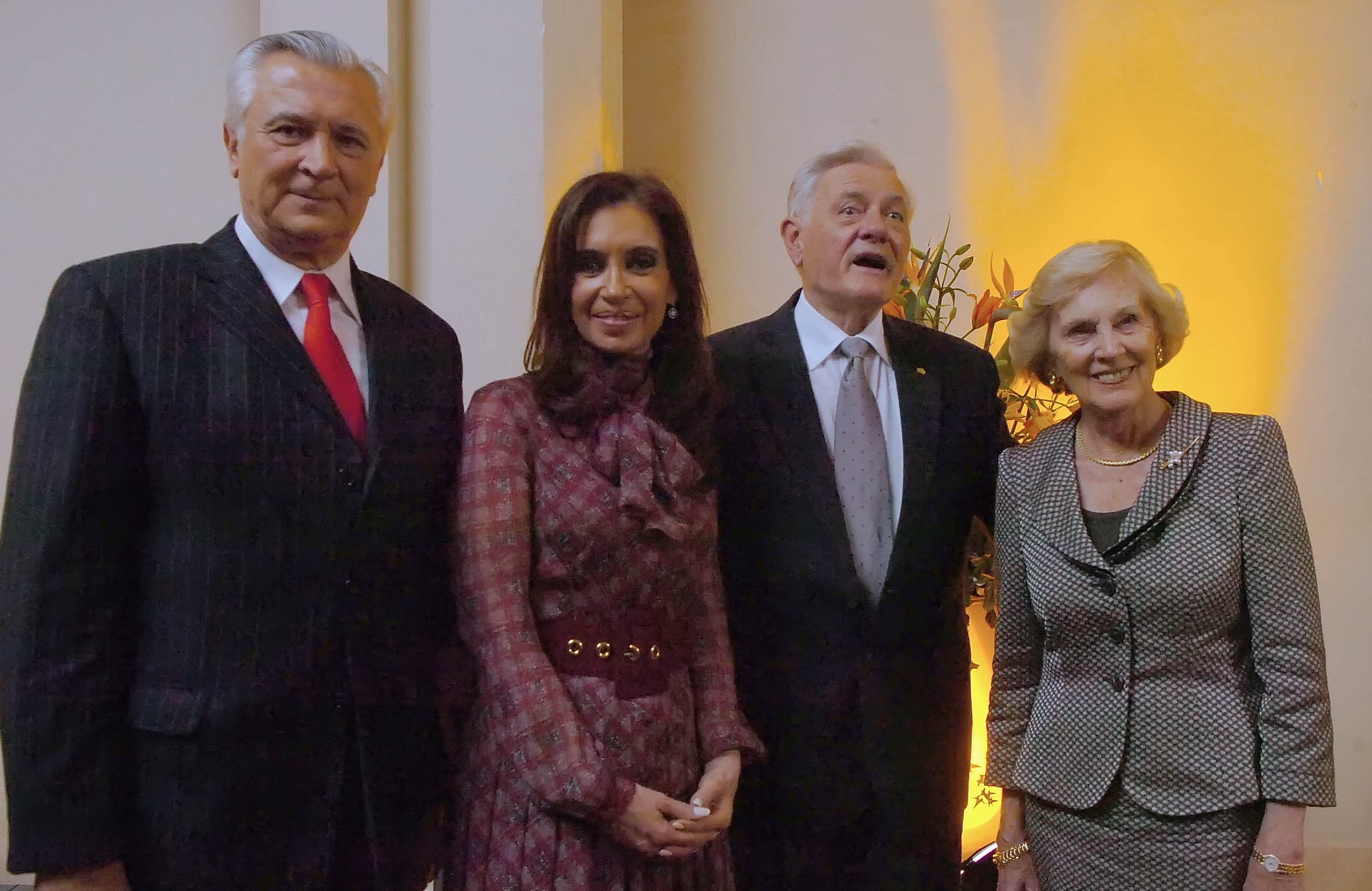
El intendente de Gral. San Martín, Ricardo Ivoskus, la presidenta de Argentina Cristina Fernández de Kirchner, el presidente de Lituania Valdas Adamkus y su esposa, tras la firma de un convenio bilateral entre ambos países, celebrado en la Casa Rosada (18 de julio de 2008).

Se inició en la docencia en la Escuela de Enseñanza Media 3 de San Andrés, desde 1971 hasta 1974. Profesor universitario adjunto en la cátedra de Sociología del Derecho de la Facultad de Derecho de la Universidad de Buenos Aires desde 1974 hasta 1976.
Fue presidente del Rotary Club de Villa Ballester en 1976, y en 1982 presidente del Círculo Universitario Radical hasta 1986.
Fue asesor Legal de la Cámara Empresaria de General San Martín; conjuez del Departamento judicial de San Martín desde 1983; responsable de la Dirección de Asesoría Jurídica de la Municipalidad de General San Martín, desde 1983 hasta 1986.
Resultó elegido Senador Provincial de Buenos Aires para el período 1989-1993, por la Unión Cívica Radical. Durante dicho período ejerce una importante labor parlamentaria, que transmite a través del boletín El Legislador Informa. Así es autor de más de 130 proyectos de ley y de declaración (entre los cuales se destaca el pedido al Congreso Nacional para la incorporación de la figura de tráfico de niños al Código Penal), siendo aprobados por la Cámara Baja  más de la mitad.
Miembro Fundador de la UNSAM (Universidad Nacional de General San Martín).
Participante del Congreso sobre políticas para la infancia realizado en Granada, España en 1992. 
Veedor de las elecciones presidenciales de EE. UU. en 1992, en el estado de California. 
Convocado por el Gobierno de la República de Lituania como Senador para conocer el funcionamiento de sus instituciones en 1993. 
Miembro y Presidente del Comité de Distrito de la Unión Cívica Radical de General San Martín.
Titular del Consejo del Menor del Gabinete de Oposición del Comité provincial de Buenos Aires de la Unión Cívica Radical. 
Presidente fundador de Identidad de Origen, asociación de lucha contra el tráfico de niños, desde 1996.
Participante del Comité de Seguimiento y Aplicación de la Convención Internacional de los Derechos del Niño, desde 1996. 
Delegado por el Comité Argentino de Seguimiento de los Derechos del Niño al Panel Internacional  "Ética de las Adopciones" , realizado en la República del Paraguay en 1996, organizado por la Comisión de Legislación de la Cámara de Senadores de ese país. 
Expositor en el Segundo Encuentro Internacional sobre Protección Jurídica de la Familia y el Menor, realizado en la ciudad de La Habana.
Invitado por la Fiscalía General de la República de Cuba en 1997.
Intendente electo por la Alianza Unión Cívica Radical/FREPASO para el período 1999-2003, reelecto por el frente local San Martín con Honestidad y Trabajo para el período 2003-2007 y 2007-2011.

## Gestión en San Martín (1999-2011)
En diciembre de 1999 Ricardo Ivoskus asume la intendencia en una situación presupuestaria crítica: San Martín era el municipio más endeudado de la República Argentina, con una deuda estimada en 120 millones de pesos, equivalentes a dólares en ese momento. La constructora de Victorio Gualtieri (empresario vinculado con el gobernador bonaerense Eduardo Duhalde) reclamaba al municipio 31 millones de pesos por facturas en concepto de obras de asfalto encargadas por las gestiones del Partido Justicialista de Antonio César Libonati (destituido) y Pablo Landolfi (sobrino del anterior) Muchas de las obras reclamadas para su pago no se habían realizado y la deuda real era de casi 11 millones de pesos. Se debían varios meses de sueldos a los empleados municipales y la recolección de residuos estaba parcialmente suspendida por falta de pago. Gracias a la correcta administración de los fondos municipales, en el año 2001 se logra equilibrar el presupuesto por primera vez en la gestión, pese a la grave crisis económica que sufría el país; a partir de 2003 y hasta la finalización de la gestión en 2011 se logra superávit presupuestario año tras año.

### Obras y Servicios Públicos
En junio de 2001 se lanzó el Plan de Recuperación Vial, con el objetivo de resolver el mal estado general de avenidas y calles del municipio, por el cual, en 4 años y medio de desarrollo se llevaron a cabo 920.000 ml de tomado de juntas asfálticas, se estabilizaron 69 calles de tierra, se realizaron 79.800 metros cuadrados de carpetas asfálticas nuevas, se realizó el fresado de 50.000 metros cuadrados de carpeta asfáltica, se realizaron más de 65.000 metros cuadrados de bacheo asfáltico y 114.800 metros cuadrados de bacheo en hormigón. Al mes de diciembre de 2011, con la finalización de la gestión se habían reparado más de 9.000 baches en las calles del distrito, y se habían pavimentado 150 calles de tierra.
En cuanto a los espacios públicos, entre 2001 y 2005 se llevaron obras de remodelación que contemplaron el mantenimiento general de la iluminación, arbolado, murales, la reparación y colocación de juegos nuevos, mesas y bancos, tareas de pintura, colocación de cestos, reparación de veredas perimetrales y senderos interiores, la construcción de canchas de tejo y playones deportivos, en los siguientes espacios:
- Construcción del Parque Yrigoyen en el ingreso a San Martín (Av. Gral Paz y 25 de Mayo)

- Construcción Plaza Dr. Favaloro, Villa Zagala.
- Remodelación Plaza Batalla de Maipú, Villa Maipú.
- Remodelación de las Plazoletas del Colegio Militar, Malaver.
- Remodelación de las Plazoletas Leandro N. Alem, Malaver.
- Remodelación Plaza Soberanía Nacional, Barrio Sarmiento.
- Puesta en valor Plaza Billinghurst, Billinghurst.
- Construcción Plaza 5 de Noviembre, Villa Lanzone.
- Reparación de veredas de la Plaza Central de San Martín.
- Puesta en valor de la Plaza Mitre, Chilavert.
- Remodelación de la Plaza Ader, Chilavert.
- Remodelación Plaza Congresales de Tucumán, San Andrés.
- Puesta en valor de la Plaza Padre Perelló, Villa Maipú.
- Puesta en valor de la Plaza Roca, Villa Ballester.
- Remodelación Plaza El Ombú, Villa Hidalgo.
- Construcción Plaza Villa Concepción, Villa Concepción.
- Remodelación Plaza Abuelos y Niños, José León Suárez.
- Remodelación Plaza de los Trabajadores, José León Suárez.
- Construcción Plaza Güemes, Loma Hermosa.
- Construcción Plaza 25 de Mayo, Villa Bonich.
- Remodelación Plaza Villa Libertad, Villa Libertad.
- Construcción Plazoleta Libertad, Barrio UTA,
- Construcción Plazoleta El Gaucho, Barrio UTA.
- Colocación de bolardos y remodelación del Bulevar 25 de Mayo, San Martín.
- Puesta en valor y remodelación de las plazoletas Avenida 3 de Febrero, Villa Maipú.
- Construcción Plaza Campichuelo, Chilavert.
- Puesta en valor de la Plazoleta de Darwin y Rodríguez Peña, Villa Lynch.
- Puesta en valor de la Plazoleta de Güemes y Rodríguez Peña, Villa Lynch.

En 2009 se construyó la plaza Dr. Raúl Ricardo Alfonsín en Villa Zagala, y en 2011 se inauguró el Parque del Bicentenario en Barrio UTA, en el límite con el Partido de Tres de Febrero.
En junio de 2005 se puso en marcha el Plan de Reconversión Lumínica por el cual se comenzó la renovación integral del alumbrado público del partido, reemplazando las antiguas luces de mercurio por sodio, con el objetivo de lograr una mayor iluminación de las calles y un importante ahorro de energía, además de mejorar el espacio público y garantizar mayor seguridad en horas nocturnas. En los primeros meses del plan se colocaron 4500 luminarias nuevas; para el fin de la gestión en diciembre de 2011 se habían instalado más de 17.000, lo que representaba un 60% del distrito con el nuevo sistema de alumbrado.
En materia de obras públicas de neta proyección social, uno de los emprendimientos más trascendentes de la gestión ha sido -sin lugar a dudas- la puesta en marcha del programa de trabajos que permitió que en septiembre de 2012 el 90 por ciento del partido de San Martín pase a contar con el servicio de cloacas. Junto a la empresa AySA, el Municipio ha encarado esta realización que supone una inversión de 400 millones de pesos, e integrará en la nueva red del servicio a las localidades de Villa Libertad, Villa Bonich, Billinghurst, Barrio Libertador, Barrio Uta, Barrio Zapiola, Barrio Sur Horeis, Barrio 9 de Julio, Villa Ballester y Malaver. Es de subrayar que los trabajos comenzaron a principios de septiembre de 2011 con la puesta en marcha de 17 obras en simultáneo que llevarán el servicio a 125.000 vecinos.
Otra de las obras de mayor trascendencia durante la gestión ha sido el inicio de las obras de construcción de la nueva ex Ruta 8 con el apoyo del Gobierno Nacional y la ejecución de la Dirección de Vialidad de la Provincia de Buenos Aires, emprendimiento que permitirá la recuperación integral del tránsito y la seguridad de esta importantísima vía de circulación a través la repavimentación a nuevo de un tramo de más de 10 kilómetros que involucra a los Partidos de General San Martín, Tres de Febrero y San Miguel, con una inversión que supera los 75 millones de pesos. A ello debemos sumar la repavimentación de la Ruta Provincial Nº 4 (ex Avenida Márquez), y la construcción del Puente sobre las vías del Ferrocarril Mitre en la localidad de José León Suárez, y la apertura de la calle Ituzaingó en Villa Maipú, dotando al municipio de una nueva arteria con salida directa a la Avenida General Paz.
Por otra parte se completaron los trabajos de entubamiento del Arroyo Madero, y la repavimentación de la Avenida de los Constituyentes, obra ejecutada en conjunto con el Gobierno Nacional que incluyó diversas tareas de remodelación vial complementarias para facilitar la ampliación de sumideros y un mayor escurrimiento. También se pusieron en marcha planes habitacionales en el marco del Programa de Urbanización de Villas, que promueve el reemplazo de las actuales viviendas precarias por núcleos habitacionales construidos sobre lote propio y está orientado, en una primera etapa, al asentamiento La Cárcova de José León Suárez, donde se estaban ejecutando la construcción de 653 viviendas a fines de 2011.

### Salud
A partir de 2005 se implementó el Hospital Móvil, vehículo especialmente acondicionado que recorrió el distrito, equipado con un consultorio pediátrico, otro ginecológico y un tercero odontológico, con el que se realizaron acciones preventivas tales como vacunación, control de talla y peso en niños sanos, papanicolau y topicación con flúor para la prevención de enfermedades odontológicas. Con dichas tareas se reforzó la atención ya brindada por los Centros de Atención Primaria-CAP, llegando a los vecinos que por diversos motivos no se pudieran acercar a los mismos.
En ese marco se inscriben la creación de nuevos centros de atención primaria, como los ubicados en el barrio de Billinghurst y Villa Zagala/Loyola, la remodelación integral del Hospital Local Dr. Sir Alexander Fleming en el que se habilitaron nuevas dependencias de cardiología y electrocardiografía, y del Hospital Local Dr. Enrique Marengo en el que se reformó completamente el servicio de radiología, se construyeron nuevos consultorios y un salón de usos múltiples.
Se ejecutó el Programa de Salud Escolar por el que se ha capacitado a los docentes de las escuelas del distrito, convirtiéndolos en agentes multiplicadores en la difusión de la prevención comunitaria. Dicha acción se complementó con la entrega periódica de lentes a niños con disminución visual detectada, y con la visita del Hospital Móvil a los establecimientos educativos públicos del distrito para realizar evaluaciones de crecimiento y desarrollo de los alumnos, el control integral de los concurrentes al sexto grado, con la realización de exámenes clínicos, electrocardiograma, verificación del cumplimiento del cronograma de vacunación y controles odontológicos y oftalmológicos.
También se inauguró el Centro de Diagnóstico y Testeo Voluntario de HIV, ubicado en la avenida 25 de mayo de 2183, en pleno centro de la ciudad de San Martín.
Se reconvirtió a nuevo el Servicio de Emergencias Municipal - SEM, al que se dotó de eficiencia y capacidad operativa mediante la adquisición de una unidad de Terapia Intensiva Móvil por año, para mantener a nuevo su parque automotor, y del establecimiento de un moderno Centro de Comunicaciones.
En cuanto al Hospital Municipal Dr. Diego E. Thompson, en 2005, tras más de veinte años de no incorporar nuevo equipamiento, se adquirió un mamógrafo de última generación, inaugurándose el nuevo Servicio de Mamografía. En la misma línea de renovación instrumental del hospital, se incorporaron nuevos respiradores, cardio-desfibriladores, microscopios, entre otro equipamiento de última generación para el área de Terapia Intensiva. También se incorporó instrumental quirúrgico para cirugías endoscópicas y rehabilitación. En el servicio de Kinesiología se instaló la provisión de agua potable.
Debido al avanzado grado de deterioro resultante de su antigüedad centenaria, en 2007 se presentó el Plan Director para la construcción del nuevo edificio del Hospital Municipal.
El 30 de marzo de 2010, con fondos íntegramente municipales, el Dr. Ricardo Ivoskus inauguró, ante la presencia de funcionarios y gran cantidad de vecinos, la primera etapa de construcción del nuevo hospital, con 34 consultorios externos y un estacionamiento subterráneo. Esta primera etapa insumió para su construcción la suma de 8 millones ochocientos mil pesos. A mediados de mayo de ese año se abrirían los sobres para la licitación de la segunda etapa, que contempla el área de internación, con un presupuesto estimado de 31 millones de pesos.

### Plan Estratégico San Martín 2010
Lanzado a fines de 2003, este plan estratégico fue concebido con la participación de 180 instituciones civiles del Partido de General San Martín, con el objetivo de desarrollar acciones, obras, políticas y emprendimientos considerados indispensables para el desarrollo a futuro del municipio. Uno de los principales logros de dicho plan fue el diseño del Plan Director para la construcción del Nuevo Hospital Municipal Dr. Diego E. Thompson.
En el año 2010 se puso en marcha el Plan Estratégico San Martín 2020, con la participación de 50 instituciones civiles, con el objetivo de reafirmar las políticas ya consensuadas en los años anteriores, lo que contempló la firma del Pacto Local por el Desarrollo Sostenible de San Martín.

## Elecciones 2015
A fines de 2014 Ricardo Ivoskus manifestó su intención de volver a la intendencia del Partido de General San Martín. El frente local Honestidad y Trabajo, que Ivoskus lidera desde 2007, realizó una alianza con el PRO. De esta forma el ex intendente integra la lista que postula a Mauricio Macri como precandidato a presidente y María Eugenia Vidal como precandidata a gobernadora de la Provincia de Buenos Aires para competir en las PASO que se realizarán el 9 de agosto de 2015.
Si bien el Frente para la Victoria resultó ser la fuerza más votada con el 45.48% del total de los votos (sumadas las listas de Gabriel Katopodis, Hernán Letcher y Alejandro Phatouros), Ricardo Ivoskus al frente de PRO-Cambiemos, con lista única, logró ser el candidato individualmente más votado con el 26,42% de los votos, escrutadas el 93,46% de las mesas. El ex intendente se manifestó optimista de cara a las elecciones generales del mes de octubre, donde se enfrentará a Katopodis y Carlos Brown: “Este es un día de mucha alegría, emoción y gratitud. Los vecinos demostraron de lo que es capaz un pueblo cuando es invadido por una evidente voluntad de transformación, por el deseo de no resignarse a vivir cada vez peor”
El 21 de agosto de 2015, con la presencia del Subsecretario de Transporte de la Ciudad de Buenos Aires, Guillermo Dietrich y junto al candidato a Intendente del Partido de Tres de Febrero por el Pro, Diego Valenzuela, Ricardo Ivoskus participó de la presentación del proyecto de ampliación del Metrobús de la Avenida San Martín en la Ciudad de Buenos Aires hacia los municipios de General San Martín y Tres de Febrero, atravesando la ex Ruta 8.

## Descendencia Política
Su hijo Daniel Ivoskus fue Diputado de la Provincia de Buenos Aires por UCR-Cambiemos, entre 2015 y 2019. Con anterioridad fue concejal del Partido de General San Martín por el partido San Martín con Honestidad y Trabajo entre 2009 y 2015. Ha sido candidato a intendente del Partido de General San Martín por el partido San Martín con Honestidad y Trabajo en 2011. Presidente del Comité Organizador Internacional de la Cumbre Mundial de Comunicación Política.